# Pentacentrinae
Sous-famille
Les Pentacentrinae sont une sous-famille d'Orthoptera de la famille des Gryllidae.
Elle forme un groupe avec les Euscyrtinae Gorochov 1985, les Hapithinae Gorochov 1986 et les Podoscirtinae Saussure 1878.

## Liste des genres
Selon Orthoptera Species File (27 mars 2010) :
- Aphemogryllini Hubbell 1938
  - Aphemogryllus Rehn, 1918
- Homalogryllini Hubbell 1938
  - Homalogryllus Chopard, 1925
  - Parapentacentrus Shiraki, 1930
- Lissotrachelini Hubbell 1938
  - Lissotrachelus Brunner von Wattenwyl, 1893
  - Tohila Hubbell, 1938
  - Trigonidomimus Caudell, 1912
- Nemobiopsini Hubbell 1938
  - Nemobiopsis Bolívar, 1890
  - Pendleburyella Chopard, 1969
- Pentacentrini Saussure 1878
  - Apentacentrus Chopard, 1934
  - Orthoxiphus Saussure, 1899
  - Pentacentrodes Bolívar, 1910
  - Pentacentrus Saussure, 1878
- tribu indéterminée
  - Velapia Otte & Perez-Gelabert, 2009

## Référence
- Saussure, 1878 : Mélanges Orthoptérologiques. Fasc. VI. Gryllides. Mémoires de la Société de Physique et d'Histoire Naturelle de Genève, vol. 25, n. 2, p. 369-702.